# 貞孝公主
貞孝公主（758年—793年），渤海国公主，大氏。第三世渤海文王（大兴宝历孝感金輪聖法大王）大钦茂第四女，貞惠公主的妹妹。名不详，貞孝为谥号。
貞孝公主早年受女师之教，“敦诗悦礼”。渤海大兴五十六年（唐德宗贞元九年，792年）夏六月九日壬辰，貞孝公主去世，享年三十六岁。同年冬十一月廿八日己卯，安葬于貞孝公主，陪葬于染谷之西原，北距中京显德府（今和龙西古城）十二里。

## 贞孝公主墓
参见主条目“渤海贞孝公主墓”
贞孝公主墓是贞孝公主夫妇合葬墓，葬于今吉林省延边朝鲜族自治州和龙市东北约25公里龙水乡龙海屯村西龙头山古墓群的西侧200米处，其墓1980年10月发现贞孝公主墓。